# Avenida Almirante Tamandaré
A Avenida Almirante Tamandaré esta localiza no Bairro da Cidade Velha, cidade de Belém, capital do estado brasileiro do Pará.
Esta avenida já possuiu outras denominações, como: Estrada do Arsenal, Estrada das Mongubeiras. Recebeu a nomenclatura de Almirante Tamandaré em homenagem ao militar Joaquim Marques Lisboa por este ter combatido os "rebeldes" da Cabanagem quando comandante do brique "Cacique", porém, anos depois a via recebeu novo batismo, agora como Magalhães Barata. Foi quando o prefeito de Belém, Dr. Lobo de Castro (Lobo Álvares de Castro), sancionou lei mandando recolocar o nome do almirante nesta importante artéria da cidade. Assim, em 11 de junho de 1951 (data comemorativa da Batalha Naval do Riachuelo), o logradouro passou a ter, novamente, a denominação de Avenida Almirante Tamandaré.